# Castles (nummer)
Castles is een nummer van de Britse singer-songwriter Freya Ridings. Het werd als single uitgebracht op 30 mei 2019, via platenlabels Good Soldier Songs en Capitol Records, als de vijfde single van haar debuutstudio-album Freya Ridings . Het nummer werd geschreven door Ridings en Daniel Nigro, Nigro produceerde het nummer ook samen met Yves Rothman, extra productie werd gedaan door Mark Crew en Dan Priddy.

## Videoclip
Een muziekvideo bij de release van "Castles" werd voor het eerst uitgebracht op YouTube op 10 juli 2019.